# 자쿠 (스타워즈)
자쿠(영어: Jakku)는 스타워즈에 등장하는 사막 행성이다.

## 자쿠 전투
자쿠 전투(Battle of Jakku)는 영화 스타워즈: 깨어난 포스 사건으로부터 29년 전 벌어진 전투이다.
엔도 전투의 결과 이후 은하 제국이 붕괴된 후 반란 연합은 새로운 정부 국가인 신 공화국을 세우게된다. 은하 제국 잔당들은 은하계에서 가지고 있던 모든 병력을 총동원하여 자쿠 행성에서 전투를 벌인다. 전투는 신 공화국의 완전한 승리로 끝난다. 전투 이후 신 공화국과 은하 제국 잔당의 세력들은 평화 조약을 맺는다.
평화 조약을 맺은 뒤 제국의 잔당 세력들은 조약을 명분으로 삼아 노출되지 않는 알 수 없는 지역에서 몰래 세력을 키워나갔고  퍼스트 오더 (First Order)를 세운 뒤 부상한다.
2015년 게임 스타워즈: 배틀프론트 (Star Wars: Battlefront)에서 자쿠 전투가 추가 콘텐츠로 나왔다.
스타워즈: 깨어난 포스 시점에서는 자쿠 행성 사막 표면에서 여기 저기 전투로 인한 잔해가 남아있었다.

## 같이 보기
- 스타워즈의 행성 목록
- 사막 행성